# Football Club Internazionale Milano 1997-1998
Questa voce raccoglie le informazioni riguardanti il Football Club Internazionale Milano nelle competizioni ufficiali della stagione 1997-1998.

## Stagione
(Leo Turrini, 2007)
L'operazione più rilevante della campagna acquisti – con Luigi Simoni frattanto chiamato in panchina – fu l'ingaggio dal Barcellona dell'astro nascente Ronaldo – all'epoca il trasferimento più costoso nella storia del calcio –: a fine 1997 il brasiliano venne peraltro insignito di Pallone d'oro, FIFA World Player e Scarpa d'oro.
A copertura dell'inedito pacchetto arretrato – composto da West, Colonnese e Sartor – furono scelti gli incontristi Zé Elias e Cauet, con ulteriori nominativi rappresentati dal concreto Simeone e dall'estroso Moriero: spazio in attacco per il jolly Recoba, presentatosi al pubblico con una doppietta utile a rimontare il neopromosso Brescia nell'esordio in campionato. La prima rete dell'ex blaugrana fu invece realizzata a Bologna, col capitano Bergomi a tagliare la quota delle 100 presenze in Europa durante la sfida con il Neuchâtel Xamax valevole per la Coppa UEFA.

Da sinistra: due tra le maggiori novità interiste della stagione, il numero dieci Ronaldo e l'allenatore Gigi Simoni, tra gli artefici della vittoriosa campagna in Coppa UEFA.

Un soddisfacente percorso continentale toccava le seguenti tappe contro avversarie transalpine, ovverosia Olympique Lione e Strasburgo: in ambedue le circostanze i milanesi furono chiamati alla rimonta, sovvertendo nel retour match un passivo derivato dall'andata. Nei quarti di finale si consumò la rivalsa a danno dello Schalke 04, detentore di un titolo conteso proprio dalla Beneamata nella precedente stagione.
Privatisi del Fenomeno in dicembre per impegni internazionali, gli uomini di Simoni – rallentati il 22 novembre 1997 da un pareggio stracittadino – conclusero in vetta l'anno solare a +1 sulla Juventus: a risolvere il derby d'Italia del 4 gennaio 1998 a Milano fu un guizzo di Djorkaeff, non sufficiente però a garantire il titolo d'inverno complici i 37 punti ottenuti nella tornata iniziale contro i 38 dei torinesi.
Conosciuta un'autentica débâcle nei quarti di finale della coppa nazionale per mano del Milan, che tornò alla vittoria nel derby – dopo nove incontri – infliggendo ai concittadini una pesante «cinquina» nella sfida di andata dell'8 gennaio 1998, i nerazzurri denunciarono segnali di cedimento nel corso dell'inverno: pur scongiurando un passo falso a Empoli per merito di Recoba, la squadra scivolò a 5 lunghezze dalla capolista nel mese di marzo. Da segnalare in particolare una sconfitta a Parma, con l'estremo difensore Buffon a sfoggiare una t-shirt di Superman dopo aver neutralizzato il rigore calciato dal brasiliano.
Il riscatto primaverile giungeva con il derby del 22 marzo 1998, con Simeone e Ronaldo mattatori in un 3-0 che fungeva da iniezione di fiducia per un'Inter capace di riportarsi, nel volgere di poche domeniche, a una sola lunghezza dai piemontesi; gli sforzi supplementari sostenuti in campo europeo venivano invece ripagati dall'accesso alla finale in gara secca, conquistata dopo una sofferta contesa nel gelo e fango moscovita, con il brasiliano autore di una delle sue reti più iconiche.
A decretare la bocciatura in chiave-scudetto occorse tuttavia lo scontro diretto del 26 aprile 1998, svoltosi a Torino e deciso dalla marcatura di Alessandro Del Piero al 21'. L'episodio cruciale si verificò al 70' quando l'arbitro Ceccarini non ritenne meritevole di sanzione un body check – ovvero un contrasto col busto – di Iuliano su Ronaldo nell'area bianconera, lasciando anzi proseguire l'azione tra le veementi contestazioni dei meneghini: a fermare il contropiede avversario pensò un intervento scomposto di West sullo stesso numero dieci juventino, scorrettezza ora punita da un tiro dagli 11 metri che Pagliuca respinse. Quindi una gomitata inferta a Deschamps causò l'espulsione di Zé Elias, con Simoni allontanato a propria volta per aver protestato col gioco ancora in svolgimento: consegnando de facto il tricolore alla rivale sul piano sportivo, la vicenda inasprì una già atavica acredine tra i sostenitori, con discussioni sfociate peraltro in rissa nelle aule del Parlamento.
La tifoseria ebbe modo di consolarsi grazie alla vittoria in Coppa UEFA, primo trofeo dell'era Moratti: Zamorano, Javier Zanetti e Ronaldo mandarono infatti al tappeto i connazionali della Lazio in quel di Parigi, permettendo al tecnico emiliano di conseguire l'unico alloro europeo della sua carriera. Il secondo posto raggiunto in Serie A – con un ritardo dall'opponente quantificabile in 5 punti a fine torneo – risultava inoltre utile a garantire il ritorno in Champions League, in ragione delle innovazioni regolamentari disposte dalla UEFA.

## Divise e sponsor

Il neoacquisto Francesco Moriero (a destra) nel retour match degli ottavi di Coppa UEFA contro lo Strasburgo, in azione con la terza divisa fasciata, "promossa" a maglia casalinga per gli impegni continentali.

Lo sponsor tecnico per la stagione 1997-1998 fu per l'ultima volta Umbro, mentre lo sponsor ufficiale fu Pirelli.
| Casa | Trasferta | Coppa UEFA |

## Organigramma societario
Area direttiva
- Presidente: Massimo Moratti
- Vicepresidente: Giammaria Visconti di Modrone e Giuseppe Prisco
- Amministratore delegato: Rinaldo Ghelfi e Luigi Predeval
- Direttore generale: Luigi Predeval
- Segreteria sportiva: Vittorio Berago

Area comunicazione
- Responsabile area comunicazione: Gino Franchetti
- Ufficio stampa: Sandro Sabatini

Area tecnica
- Direttore sportivo: Sandro Mazzola
- Allenatore: Luigi Simoni
- Allenatore in seconda: Sergio Pini
- Preparatore atletico: Claudio Bordon
- Preparatore dei portieri: Luciano Castellini

Area sanitaria
- Medici sociali: Piero Volpi e Fabio Forloni
- Fisioterapista: Marco Chaulan
- Massaggiatori: Massimo Dellacasa e Marco Dellacasa

## Rosa
Di seguito la rosa.
| N. |                        | Ruolo | Calciatore                  |
| -- | ---------------------- | ----- | --------------------------- |
| 1  | Italia (bandiera)      | P     | Gianluca Pagliuca           |
| 2  | Italia (bandiera)      | D     | Giuseppe Bergomi (capitano) |
| 3  | Italia (bandiera)      | D     | Massimo Tarantino           |
| 4  | Argentina (bandiera)   | D     | Javier Zanetti              |
| 5  | Italia (bandiera)      | D     | Fabio Galante               |
| 6  | Francia (bandiera)     | C     | Youri Djorkaeff             |
| 7  | Italia (bandiera)      | D     | Salvatore Fresi             |
| 8  | Paesi Bassi (bandiera) | C     | Aron Winter                 |
| 9  | Cile (bandiera)        | A     | Iván Zamorano               |
| 10 | Brasile (bandiera)     | A     | Ronaldo                     |
| 11 | Nigeria (bandiera)     | A     | Nwankwo Kanu                |
| 12 | Italia (bandiera)      | P     | Andrea Mazzantini           |
| 13 | Brasile (bandiera)     | C     | Zé Elias                    |
| 14 | Argentina (bandiera)   | C     | Diego Simeone               |
| 15 | Francia (bandiera)     | C     | Benoît Cauet                |

| N. |                       | Ruolo | Calciatore          |
| -- | --------------------- | ----- | ------------------- |
| 16 | Nigeria (bandiera)    | D     | Taribo West         |
| 17 | Italia (bandiera)     | C     | Francesco Moriero   |
| 18 | Italia (bandiera)     | C     | Nicola Berti        |
| 19 | Italia (bandiera)     | D     | Massimo Paganin     |
| 20 | Uruguay (bandiera)    | A     | Álvaro Recoba       |
| 21 | Italia (bandiera)     | D     | Luca Mezzano        |
| 22 | Italia (bandiera)     | P     | Raffaele Nuzzo      |
| 23 | Italia (bandiera)     | A     | Maurizio Ganz       |
| 24 | Italia (bandiera)     | D     | Luigi Sartor        |
| 27 | Italia (bandiera)     | A     | Marco Branca        |
| 33 | Italia (bandiera)     | D     | Francesco Colonnese |
| 35 | Uruguay (bandiera)    | D     | Martín Rivas        |
| 36 | Italia (bandiera)     | D     | Mauro Milanese      |
| 40 | Portogallo (bandiera) | C     | Paulo Sousa         |

## Calciomercato

### Sessione estiva (dall'1/7 al 31/8)
| Acquisti | Acquisti               | Acquisti            | Acquisti                        |
| R.       | Nome                   | da                  | Modalità                        |
| -------- | ---------------------- | ------------------- | ------------------------------- |
| P        | Marco Fortin           | Torres              | fine prestito                   |
| P        | Giorgio Frezzolini     | Trapani             | fine prestito                   |
| P        | Raffaele Nuzzo         | Gualdo              | fine prestito                   |
| P        | Paolo Orlandoni        | Foggia              | fine prestito                   |
| D        | André Cruz             | Napoli              | definitivo                      |
| D        | Alessandro Fioretti    | Trapani             | fine prestito                   |
| D        | Natale Gonnella        | Ravenna             | fine prestito                   |
| D        | Luca Mezzano           | Torino              | definitivo (8 miliardi ₤)       |
| D        | Devis Nossa            | Orsa Treviglio      | definitivo                      |
| D        | Alessandro Pedroni     | Cremonese           | fine prestito                   |
| D        | Luigi Sartor           | Vicenza             | definitivo (6,4 miliardi ₤)     |
| D        | Taribo West            | Auxerre             | definitivo (6 miliardi ₤)       |
| C        | Benoît Cauet           | Paris Saint-Germain | definitivo (5 miliardi ₤)       |
| C        | Fabio Cinetti          | Torino              | fine prestito                   |
| C        | Alessandro Conticchio  | Gualdo              | riscatto                        |
| C        | Fabio Di Sauro         | Cremonese           | riscatto                        |
| C        | Francesco Moriero      | Milan               | compartecipazione (1 milione ₤) |
| C        | Marco Nichetti         | Gualdo              | riscatto                        |
| C        | Pierluigi Orlandini    | Verona              | fine prestito                   |
| C        | Diego Simeone          | Atlético Madrid     | definitivo (13 miliardi ₤)      |
| C        | Gianni Testa           | Frosinone           | fine prestito                   |
| C        | Andrea Zanchetta       | Foggia              | riscatto                        |
| C        | Zé Elias               | Bayer Leverkusen    | definitivo (10 miliardi ₤)      |
| A        | Caio Ribeiro Decoussau | Napoli              | fine prestito                   |
| A        | Samuel Ipoua           | Torino              | fine prestito                   |
| A        | Mohamed Kallon         | Lugano              | fine prestito                   |
| A        | Fabrizio Laccetti      | Solbiatese          | fine prestito                   |
| A        | Álvaro Recoba          | Nacional            | definitivo (7 miliardi ₤)       |
| A        | Ronaldo                | Barcellona          | definitivo (48 miliardi ₤)      |
| A        | Alessandro Sgrigna     | Lodigiani           | definitivo                      |
| A        | Marco Veronese         | Monza               | fine prestito                   |

| Cessioni | Cessioni              | Cessioni         | Cessioni                    |
| R.       | Nome                  | a                | Modalità                    |
| -------- | --------------------- | ---------------- | --------------------------- |
| P        | Christian Berretta    | Varese           | definitivo                  |
| P        | Marco Fortin          | Giorgione        | definitivo                  |
| P        | Paolo Orlandoni       | Acireale         | prestito                    |
| P        | Giorgio Frezzolini    | Fidelis Andria   | prestito                    |
| D        | André Cruz            | Milan            | definitivo                  |
| D        | Jocelyn Angloma       | Valencia         | definitivo (2,4 miliardi ₤) |
| D        | Matteo Ferrari        | Genoa            | definitivo                  |
| D        | Natale Gonnella       | Verona           | definitivo                  |
| D        | Alessandro Pedroni    | Monza            | definitivo                  |
| D        | Alessandro Pistone    | Newcastle Utd    | definitivo (12 miliardi ₤)  |
| C        | Fabio Cinetti         | Chievo           | prestito                    |
| C        | Alessandro Conticchio | Lecce            | definitivo                  |
| C        | Fabio Di Sauro        | Fidelis Andria   | prestito                    |
| C        | Paul Ince             | Liverpool        | definitivo (12 miliardi ₤)  |
| C        | Marco Nichetti        | Ascoli           | prestito                    |
| C        | Pierluigi Orlandini   | Parma            | definitivo                  |
| C        | Ciriaco Sforza        | Kaiserslautern   | definitivo (6,5 miliardi ₤) |
| C        | Gianni Testa          | Lodigiani        | definitivo                  |
| C        | Andrea Zanchetta      | Chievo           | compartecipazione           |
| A        | Caio                  | Santos           | definitivo (4 miliardi ₤)   |
| A        | Marco Delvecchio      | Roma             | definitivo (4,3 miliardi ₤) |
| A        | Arturo Di Napoli      | Vicenza          | prestito                    |
| A        | Samuel Ipoua          | Rapid Vienna     | rinnovo prestito            |
| A        | Mohamed Kallon        | Bologna          | prestito                    |
| A        | Gionatha Spinesi      | Castel di Sangro | compartecipazione           |
| A        | Marco Veronese        | Prato            | prestito                    |

### Sessione autunnale
| Acquisti | Acquisti            | Acquisti       | Acquisti      |
| R.       | Nome                | da             | Modalità      |
| -------- | ------------------- | -------------- | ------------- |
| P        | Giorgio Frezzolini  | Fidelis Andria | fine prestito |
| D        | Francesco Colonnese | Napoli         | definitivo    |
| D        | Mauro Milanese      | Parma          | definitivo    |
| D        | Martín Rivas        | Danubio        | definitivo    |
| C        | Marco Nichetti      | Ascoli         | fine prestito |
| A        | Mohamed Kallon      | Bologna        | fine prestito |

| Cessioni | Cessioni           | Cessioni  | Cessioni                    |
| R.       | Nome               | a         | Modalità                    |
| -------- | ------------------ | --------- | --------------------------- |
| P        | Giorgio Frezzolini | Udinese   | prestito                    |
| D        | Massimo Paganin    | Bologna   | definitivo (10 miliardi ₤)  |
| D        | Massimo Tarantino  | Bologna   | compartecipazione           |
| C        | Nicola Berti       | Tottenham | definitivo                  |
| C        | Marco Nichetti     | Varese    | prestito                    |
| A        | Maurizio Ganz      | Milan     | definitivo (1,5 miliardi ₤) |
| A        | Mohamed Kallon     | Genoa     | prestito                    |

### Sessione invernale (dal 2/1 all'1/2)
| Acquisti | Acquisti       | Acquisti          | Acquisti                     |
| R.       | Nome           | da                | Modalità                     |
| -------- | -------------- | ----------------- | ---------------------------- |
| P        | Sébastien Frey | Cannes            | definitivo                   |
| C        | Paulo Sousa    | Borussia Dortmund | definitivo (13,2 miliardi ₤) |

| Cessioni | Cessioni       | Cessioni      | Cessioni                  |
| R.       | Nome           | a             | Modalità                  |
| -------- | -------------- | ------------- | ------------------------- |
| P        | Sébastien Frey | Cannes        | prestito                  |
| A        | Marco Branca   | Middlesbrough | definitivo (3 miliardi ₤) |

## Risultati

### Serie A

#### Girone di andata
| Arbitro: | Rodomonti (Teramo) |

|                 |           |            |
| Recoba 80’, 86’ | Marcatori | 73’ Hübner |

| Arbitro: | Braschi (Prato) |

|                           |           |                                                |
| R. Baggio 44’, 58’ (rig.) | Marcatori | 12’ Galante 38’ Ganz 51’ Ronaldo 66’ Djorkaeff |

| Arbitro: | Cesari (Genova) |

|                                       |           |                          |
| Ronaldo 44’ Moriero 72’ Djorkaeff 81’ | Marcatori | 45’ Serena 47’ Batistuta |

| Arbitro: | Farina (Novi Ligure) |

|                        |           |                                              |
| F. Palmieri 61’ (rig.) | Marcatori | 33’, 77’ Djorkaeff 45’, 81’ Ronaldo 84’ Ganz |

| Arbitro: | Treossi (Forlì) |

|                    |           |            |
| Ronaldo 41’ (rig.) | Marcatori | 35’ Nedvěd |

| Arbitro: | Pairetto (Nichelino) |

|  |           |                                |
|  | Marcatori | 10’ Galante 69’ (aut.) Turrini |

| Arbitro: | Ceccarini (Livorno) |

|             |           |  |
| Ronaldo 15’ | Marcatori |  |

| Arbitro: | Rodomonti (Teramo) |

|            |           |                        |
| Caccia 80’ | Marcatori | 27’ Djorkaeff 88’ West |

| Arbitro: | Collina (Viareggio) |

|                                |           |                                |
| Simeone 13’ Ronaldo 68’ (rig.) | Marcatori | 29’ Weah 80’ (rig.) André Cruz |

| Arbitro: | Trentalange (Torino) |

|               |           |                              |
| Ambrosini 59’ | Marcatori | 32’, 38’ Simeone 68’ Ronaldo |

| Arbitro: | Treossi (Forlì) |

|                     |           |            |
| Montella 30’ (rig.) | Marcatori | 9’ Ronaldo |

| Arbitro: | Messina (Bergamo) |

|                                              |           |  |
| Djorkaeff 41’ Branca 49’ Petruzzi 71’ (aut.) | Marcatori |  |

| Arbitro: | Bazzoli (Merano) |

|                |           |  |
| Bierhoff 90+1’ | Marcatori |  |

| Arbitro: | Braschi (Prato) |

|               |           |  |
| Djorkaeff 47’ | Marcatori |  |

| Arbitro: | Borriello (Mantova) |

|  |           |             |
|  | Marcatori | 69’ Moriero |

| Arbitro: | Farina (Novi Ligure) |

|  |           |             |
|  | Marcatori | 77’ Masinga |

| Arbitro: | Pellegrino (Barcellona Pozzo di Gotto) |

|                |           |            |
| C. Esposito 3’ | Marcatori | 82’ Recoba |

#### Girone di ritorno
| Arbitro: | Cesari (Genova) |

|  |           |             |
|  | Marcatori | 75’ Ronaldo |

| Arbitro: | Bettin (Padova) |

|  |           |               |
|  | Marcatori | 56’ Paramatti |

| Arbitro: | Boggi (Salerno) |

|               |           |             |
| Batistuta 42’ | Marcatori | 26’ Ronaldo |

| Arbitro: | Serena (Bassano del Grappa) |

|                                                     |           |  |
| Ronaldo 17’, 70’ (rig.), 77’ Milanese 28’ Cauet 40’ | Marcatori |  |

| Arbitro: | Collina (Viareggio) |

|                                    |           |  |
| Fuser 25’ Bokšić 29’ Casiraghi 81’ | Marcatori |  |

| Arbitro: | Rossi (Ciampino) |

|                                 |           |  |
| Zamorano 62’ Ronaldo 73’ (rig.) | Marcatori |  |

| Arbitro: | Rodomonti (Teramo) |

|            |           |  |
| Crespo 78’ | Marcatori |  |

| Arbitro: | De Santis (Tivoli) |

|                                            |           |  |
| Moriero 65’ Kanu 73’ Ronaldo 77’ Cauet 88’ | Marcatori |  |

| Arbitro: | Bazzoli (Merano) |

|  |           |                              |
|  | Marcatori | 42’, 88’ Simeone 76’ Ronaldo |

| Arbitro: | Messina (Bergamo) |

|                                  |           |                      |
| Simeone 67’ Ronaldo 90+4’ (rig.) | Marcatori | 81’ (aut.) Colonnese |

| Arbitro: | Boggi (Salerno) |

|                                        |           |  |
| Hugo 50’ (aut.) Sartor 52’ Ronaldo 87’ | Marcatori |  |

| Arbitro: | Cesari (Genova) |

|          |           |                  |
| Cafu 63’ | Marcatori | 50’, 75’ Ronaldo |

| Arbitro: | Borriello (Mantova) |

|                           |           |  |
| Djorkaeff 80’ Ronaldo 85’ | Marcatori |  |

| Arbitro: | Ceccarini (Livorno) |

|               |           |  |
| Del Piero 21’ | Marcatori |  |

| Milano 3 maggio 1998, ore 16:00 (CET) 32ª giornata | Inter            | 0 – 0 referto | Piacenza | Stadio Giuseppe Meazza (65.484 spett.)\| Arbitro: \| Bazzoli (Merano) \| |
| Arbitro:                                           | Bazzoli (Merano) |               |          |                                                                          |

| Arbitro: | Collina (Viareggio) |

|                         |           |             |
| Ventola 86’ Masinga 89’ | Marcatori | 33’ Ronaldo |

| Arbitro: | Rosetti (Torino) |

|                                                        |           |                       |
| Colonnese 22’ Fusco 32’ (aut.) Ronaldo 62’ (rig.), 72’ | Marcatori | 81’ (rig.) Cappellini |

### Coppa Italia
| Arbitro: | Pairetto (Nichelino) |

|  |           |            |
|  | Marcatori | 21’ Recoba |

| Arbitro: | Rossi (Ciampino) |

|                                            |           |                                   |
| Recoba 3’ (rig.) Zé Elias 82’ Winter 90+4’ | Marcatori | 45’ (aut.) Bergomi 67’ Di Michele |

| Arbitro: | Rodomonti (Teramo) |

|  |           |                       |
|  | Marcatori | 17’, 19’, 58’ Ronaldo |

| Arbitro: | Branzoni (Pavia) |

|  |           |             |
|  | Marcatori | 90’ Stroppa |

| Arbitro: | Cesari (Genova) |

|                                                                             |           |  |
| Albertini 29’ (rig.) Ganz 33’ Savićević 44’ Colonnese 46’ (aut.) Nilsen 60’ | Marcatori |  |

| Arbitro: | Bettin (Padova) |

|            |           |  |
| Branca 31’ | Marcatori |  |

### Coppa UEFA
| Arbitro: | Nilsson |

|                          |           |  |
| Ronaldo 59’ Zé Elias 71’ | Marcatori |  |

| Arbitro: | Wójcik |

|  |           |                      |
|  | Marcatori | 26’ Moriero 69’ Ganz |

| Arbitro: | Mikkelsen |

|          |           |                               |
| Ganz 69’ | Marcatori | 22’ Giuly 80’ (rig.) Caveglia |

| Arbitro: | Heynemann |

|         |           |                           |
| Bąk 67’ | Marcatori | 9’, 69’ Moriero 46’ Cauet |

| Arbitro: | Khussainov |

|                        |           |  |
| Baticle 11’ Ismaël 19’ | Marcatori |  |

| Arbitro: | Ouzounov |

|                                     |           |  |
| Ronaldo 27’ Zanetti 48’ Simeone 73’ | Marcatori |  |

| Arbitro: | Meier |

|             |           |  |
| Ronaldo 17’ | Marcatori |  |

| Arbitro: | Veissière |

|                |           |          |
| Goossens 90+2’ | Marcatori | 91’ West |

| Arbitro: | Merk |

|                           |           |               |
| Zamorano 45’ Zé Elias 89’ | Marcatori | 48’ Alenichev |

| Arbitro: | Dallas |

|              |           |                  |
| Tikhonov 12’ | Marcatori | 45’, 75’ Ronaldo |

| Arbitro: | López Nieto |

|                                     |           |  |
| Zamorano 5’ Zanetti 60’ Ronaldo 70’ | Marcatori |  |

## Statistiche
Statistiche aggiornate al 16 maggio 1998.

### Statistiche di squadra
| Competizione | Punti | In casa | In casa | In casa | In casa | In casa | In casa | In trasferta | In trasferta | In trasferta | In trasferta | In trasferta | In trasferta | Totale | Totale | Totale | Totale | Totale | Totale | DR |
| Competizione | Punti | G       | V       | N       | P       | Gf      | Gs      | G            | V            | N            | P            | Gf           | Gs           | G      | V      | N      | P      | Gf     | Gs     | DR |
| ------------ | ----- | ------- | ------- | ------- | ------- | ------- | ------- | ------------ | ------------ | ------------ | ------------ | ------------ | ------------ | ------ | ------ | ------ | ------ | ------ | ------ | -- |
| Serie A      | 69    | 17      | 12      | 3       | 2       | 35      | 10      | 17           | 9            | 3            | 5            | 27           | 17           | 34     | 21     | 6      | 7      | 62     | 27     | 35 |
| Coppa Italia | -     | 3       | 2       | 0       | 1       | 4       | 3       | 3            | 2            | 0            | 1            | 4            | 5            | 6      | 4      | 0      | 2      | 8      | 8      | 0  |
| Coppa UEFA   | -     | 5       | 4       | 0       | 1       | 9       | 3       | 5            | 3            | 1            | 1            | 8            | 5            | 11     | 8      | 1      | 2      | 20     | 8      | 12 |
| Totale       | -     | 25      | 18      | 3       | 4       | 48      | 16      | 25           | 14           | 4            | 7            | 39           | 27           | 51     | 33     | 7      | 11     | 90     | 43     | 47 |

### Statistiche dei giocatori
Sono in corsivo i calciatori che hanno lasciato la società a stagione in corso.
| Giocatore     | Serie A  | Serie A | Serie A     | Serie A    | Coppa Italia | Coppa Italia | Coppa Italia | Coppa Italia | Coppa UEFA | Coppa UEFA | Coppa UEFA  | Coppa UEFA | Totale   | Totale | Totale      | Totale     |
| Giocatore     | Presenze | Reti    | Ammonizioni | Espulsioni | Presenze     | Reti         | Ammonizioni  | Espulsioni   | Presenze   | Reti       | Ammonizioni | Espulsioni | Presenze | Reti   | Ammonizioni | Espulsioni |
| ------------- | -------- | ------- | ----------- | ---------- | ------------ | ------------ | ------------ | ------------ | ---------- | ---------- | ----------- | ---------- | -------- | ------ | ----------- | ---------- |
| G. Bergomi    | 28       | 0       | 7           | 0          | 5            | 0            | 0            | 0            | 9          | 0          | 3           | 0          | 42       | 0      | 10          | 0          |
| N. Berti      | 4        | 0       | 0           | 0          | 4            | 0            | 0            | 0            | 2          | 0          | 0           | 0          | 10       | 0      | 0           | 0          |
| M. Branca     | 7        | 1       | 0           | 0          | 4            | 1            | 0            | 0            | 1          | 0          | 0           | 0          | 12       | 2      | 0           | 0          |
| B. Cauet      | 28       | 2       | 3           | 1          | 5            | 0            | 0            | 0            | 9          | 1          | 0           | 0          | 42       | 3      | 3           | 1          |
| F. Colonnese  | 21       | 1       | 1           | 0          | 3            | 0            | 2            | 1            | 5          | 0          | 1           | 0          | 29       | 1      | 4           | 1          |
| Y. Djorkaeff  | 29       | 8       | 5           | 1          | 4            | 0            | 1            | 0            | 9          | 0          | 2           | 0          | 42       | 8      | 8           | 1          |
| S. Fresi      | 16       | 0       | 2           | 0          | 2            | 0            | 0            | 0            | 5          | 0          | 4           | 0          | 23       | 0      | 6           | 0          |
| F. Galante    | 20       | 2       | 8           | 0          | 4            | 0            | 0            | 0            | 7          | 0          | 0           | 0          | 31       | 2      | 8           | 0          |
| M. Ganz       | 6        | 2       | 1           | 0          | 1            | 0            | 0            | 0            | 3          | 2          | 1           | 0          | 10       | 4      | 2           | 0          |
| N. Kanu       | 11       | 1       | 0           | 0          | 2            | 0            | 0            | 0            | 5          | 0          | 0           | 0          | 18       | 1      | 0           | 0          |
| A. Mazzantini | 1        | -1      | 0           | 0          | 2            | -1           | 0            | 0            | 0          | 0          | 0           | 0          | 3        | -2     | 0           | 0          |
| L. Mezzano    | 4        | 0       | 3           | 0          | 2            | 0            | 0            | 0            | 2          | 0          | 0           | 0          | 8        | 0      | 3           | 0          |
| M. Milanese   | 9        | 1       | 0           | 1          | 0            | 0            | 0            | 0            | 0          | 0          | 0           | 0          | 9        | 1      | 0           | 1          |
| F. Moriero    | 28       | 3       | 9           | 1          | 6            | 0            | 1            | 0            | 10         | 3          | 2           | 0          | 44       | 6      | 12          | 1          |
| R. Nuzzo      | 0        | 0       | 0           | 0          | 0            | 0            | 0            | 0            | 0          | 0          | 0           | 0          | 0        | 0      | 0           | 0          |
| G. Pagliuca   | 34       | -26     | 2           | 0          | 4            | -8           | 0            | 0            | 11         | -8         | 0           | 0          | 49       | -42    | 2           | 0          |
| A. Recoba     | 8        | 3       | 1           | 0          | 5            | 2            | 0            | 0            | 6          | 0          | 0           | 0          | 19       | 5      | 1           | 0          |
| M. Rivas      | 1        | 0       | 0           | 0          | 1            | 0            | 0            | 0            | 1          | 0          | 0           | 0          | 3        | 0      | 0           | 0          |
| Ronaldo       | 32       | 25      | 1           | 0          | 4            | 3            | 0            | 0            | 11         | 6          | 1           | 0          | 47       | 34     | 2           | 0          |
| L. Sartor     | 23       | 1       | 2           | 0          | 6            | 0            | 0            | 0            | 9          | 0          | 2           | 0          | 38       | 1      | 4           | 0          |
| D. Simeone    | 30       | 6       | 10          | 1          | 2            | 0            | 1            | 0            | 9          | 1          | 2           | 0          | 41       | 7      | 13          | 1          |
| P. Sousa      | 11       | 0       | 2           | 0          | 0            | 0            | 0            | 0            | 0          | 0          | 0           | 0          | 11       | 0      | 2           | 0          |
| M. Tarantino  | 0        | 0       | 0           | 0          | 2            | 0            | 1            | 0            | 0          | 0          | 0           | 0          | 2        | 0      | 1           | 0          |
| T. West       | 23       | 1       | 7           | 0          | 3            | 0            | 0            | 0            | 8          | 1          | 1           | 1          | 34       | 2      | 8           | 1          |
| A. Winter     | 24       | 0       | 2           | 1          | 3            | 1            | 0            | 0            | 8          | 0          | 1           | 0          | 35       | 1      | 3           | 1          |
| I. Zamorano   | 13       | 1       | 1           | 0          | 2            | 0            | 1            | 0            | 5          | 2          | 0           | 0          | 20       | 3      | 2           | 0          |
| J. Zanetti    | 28       | 0       | 2           | 0          | 4            | 0            | 0            | 0            | 9          | 2          | 2           | 0          | 41       | 2      | 4           | 0          |
| Zé Elias      | 20       | 0       | 4           | 1          | 3            | 1            | 1            | 0            | 7          | 1          | 4           | 0          | 30       | 2      | 9           | 1          |